# دولت باحچلی
دولت باحچلی (زاده ۱ ژانویهٔ ۱۹۴۸) سیاستمدار ترک و رهبر حزب حرکت ملی و گرگ های خاکستری از ۶ ژوئیه ۱۹۹۷ تا کنون است.
او از سال ۱۹۹۹ تا ۲۰۰۲ معاون بولنت اجویت بود و از ۲۲ ژوئیه ۲۰۰۷ تاکنون نماینده مجلس ملی کبیر ترکیه است.